# Dolmen du Pez
Le dolmen du Pez, aussi appelé cromlech du Pez, bosse du Pez ou dolmen de Cavarro, est un dolmen situé sur le territoire de la commune française de Saint-Nazaire dans le département de la Loire-Atlantique.

## Localisation
Les restes de ce dolmen sont situés à environ deux kilomètres au nord-ouest du centre de Saint-Nazaire, près d'un lieudit appelé le Pez (ou le Pé), non loin du lieudit Cavarro (ou Cavaro), qui fait aujourd'hui partie de la commune de Pornichet, mais faisait partie de Saint-Nazaire jusqu'au début du XXe siècle.
La route le long de laquelle il se trouve est appelée « route du Cromlech ». Cette route orientée nord-sud rejoint au nord la route de Dissignac, près de laquelle se trouve un autre monument mégalithique, le tumulus de Dissignac.

## Historique
Le site du Pez, qui a alors une allure de tumulus (d'où le nom de « bosse »), est fouillé en août 1877 par Gaston Thubé qui publie une relation de ses travaux dans les mémoires de la Société d'émulation des Côtes-du-Nord en 1878. 
En mai 1882, Pitre de Lisle du Dreneuc effectue une nouvelle fouille.
Ces deux campagnes de fouilles ont livré des fragments de poterie à décor de courbes, des éclats et des lames de silex, ainsi que des charbons et des fragments de poteries et tuiles d'origine romaine.
Ce monument est souvent mentionné comme étant un cromlech alors que dès les fouilles de 1877, Thubé le reconnait comme un dolmen (une sépulture). 

## Description
L'ensemble est désormais ruiné. 
Une douzaine d'orthostates, d'environ 1 m de hauteur, et un fragment de la table de couverture d'environ 3 m2 sont encore visibles. Tous ces blocs de pierre sont en granulite.